# Der Traum eines lächerlichen Menschen
Der Traum eines lächerlichen Menschen (russisch: Сон смешного человека, Son smeschnowo tscheloweka) ist eine phantastische Erzählung von Fjodor Dostojewski, die der Autor im April 1877 in seiner Sammlung Tagebuch eines Schriftstellers erscheinen ließ. Zu Lebzeiten Dostojewskis wurde der Text nicht nachgedruckt.
In Dostojewskis Versuchslabor einer zweiten Erde wird der Mensch, ausgehend von seinem Adam-und-Eva-Status, erzogen. Dieser Versuch zur „Erneuerung des Menschen“ misslingt.

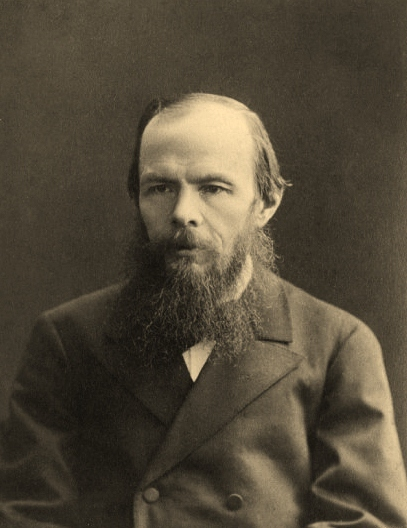
Dostojewski im Jahr 1879

## Handlung
„Ich bin ein lächerlicher Mensch“, leitet der Sankt Petersburger Ich-Erzähler seinen Monolog ein und gibt gleich darauf unumwunden zu, die anderen haben ihn längst als Verrückten abgestempelt. „Immer lachten alle über mich“, klagt er. Das erweist sich eigentlich als keine Klage, denn ihm ist „alles egal“. Den Abend des 3. November findet der lächerliche Mensch erzählenswert: Da erblickt er doch – im Finstern auf der Straße stehend – am Himmel hinter Wolkenfetzen ein Sternchen. Dieser Himmelskörper gibt dem Erzähler den Gedanken ein, sich nun endlich umzubringen. Heute in der Nacht soll es geschehen. „Einen schönen Revolver“ hat er sich längst gekauft. Er muss das Mordwerkzeug nur noch an die Schläfe setzen und abdrücken. Mit dem Abdrücken aber hapert es.
Der lächerliche Mensch sucht einen Grund für sein Weiterleben. Ihm begegnet auf der Straße ein achtjähriges Mädchen, welches in einer dringenden Angelegenheit seine Hilfe erbittet. Er schlägt ihre Bitte kaltherzig ab, faselt aber – weiter monologisierend –, genau das kleine Mädchen habe ihm die Nacht zum 4. November überleben lassen. Der lächerliche Mensch lässt die Kleine stehen und begibt sich in seine erbärmliche Mietwohnung im 5. Stock, setzt sich hin, schläft ein und kann hernach von einem Traum berichten. Darin fliegt er, nachdem er sich – aber nur im Traum! – ins Herz geschossen hat, mit Unterstützung eines unbekannten Wesens, das sich als „Gefährte“ erweist, zu jenem oben genannten Gestirn, das gar kein Fixstern, sondern ein zweiter Planet Erde ist. Auf seiner originalen Erde schon, nach dem Suizid ordentlich eingesargt gewesen, erfreut sich der gestandene Weltraumfahrer fortan auf der neuen Erde weiteren Lebens. „Erfreut“ ist falsch. Der lächerliche Mensch wollte doch sterben – sicherlich auch, weil er zu ursprünglichen Lebzeiten „ein Prahler und Lügner“ gewesen war.
Die Menschen auf der zweiten, paradiesischen Erde sind bei Landung des Prahlhanses unverdorben wie Adam und Eva vor dem Sündenfall. Aber der lächerliche Mensch verdirbt sie alle und infiziert sie nach und nach mit sämtlichen neuzeitlichen Schlechtigkeiten des 19. Jahrhunderts: mit Vorwurf und Beschuldigung, Tugend und Ehre, Sinnlichkeit und Scham, Eifersucht, Grausamkeit, Blutvergießen, Sklaverei und freiwilliger Sklaverei sogar. Auch Ideologien tauchten auf, um derer Willen die Menschen Kriege führen und Leid verursachen, da jeder der Meinung ist, allein seine utopische Weltanschauung biete die Grundlage für eine gerechte Welt. Der lächerliche Mensch hasst nun sich selber für die „Unzucht, Gift und Lüge“, welche „er allein“ ihnen brachte und „lechzt nach Qualen“.
Aber der Abschluss kommt dem lächerlichen Menschen bekannt vor. Kurz bevor er aus seinem Traum erwacht, halten ihn die verdorbenen Bewohner jener Zweiterde für einen Verrückten und keiner will auf ihn hören. Denn sein zweiter, gut ausgedachter Selbstmordversuch scheitert: Er will vor dem Sterben noch Qualen erleiden und seine neuen Mitmenschen sollen ihn dafür an ein selbstgebautes Kreuz schlagen. Als sie ihm schließlich drohen, ihn in ein „Irrenhaus“ zu schicken, da er ihnen zu „gefährlich“ werde, erleidet er einen starken Krampf im Herzen, sodass er stirbt.
Der lächerliche Mensch wacht auf und springt vor Schreck auf. Er erblickt den geladenen Revolver neben sich und stößt ihn sofort von sich: „Jetzt hieß es Leben! Nur Leben!“ Er fängt vor Begeisterung an zu weinen und ruft „die ewige Wahrheit“ an. Denn den Traum empfindet er als eine göttliche Offenbarung und kommt zu dem Schluss, dass er von nun an „die Wahrheit predigen wolle.“ Er lernt zu „lieben“, besonders die Menschen, die ihn verachten.

## Christentum
Etliche Lesarten des Textes sind möglich. Oben wurde unter Inhalt so etwas wie eine utopische Erzählung herausgelesen. Eine zweite Lesart ist die von der christlichen Botschaft: Weil der lächerliche Mensch das oben erwähnte kleine, händeringend für seine Mutter Hilfe suchende Mädchen brüsk abweist, tötet er sich nicht mit jenem Revolver, weil er sich plötzlich als bösen Kerl erkennt, der einer Wahrheit auf der Spur ist, die ihn läutern könnte. Diese Wahrheit erlebt er in dem oben skizzierten Weltraum-Traum, den er auch für Wirklichkeit hält. Jedenfalls hat diese Wahrheit christlichen Charakter und heißt: „Du sollst deinen Nächsten lieben wie dich selbst.“
Fortan – nach Erkenntnis dieser Wahrheit – wird alles gut. Der lächerliche Mensch liebt erstens nun auch die Menschen, die ihn verlachen und er will sich zweitens mit neuem Lebensmut auf die Suche nach dem kleinen Mädchen machen.

## Adaptionen
- 25. September 2012: Kleiner Saal des Alexandrinski-Theaters: Spektakel von Irina Kerutschenko[3] nach Der Traum eines lächerlichen Menschen mit Iwan Jefremow[4] in der Titelrolle.[5]
- 26. Januar 2017: Theater Augsburg, mit Sebastian Baumgart. Regie: Richard Wagner[6]

- Eintrag bei theaterkahn.de
- Pitt Herrmann zur Aufführung im Westfälischen Landestheater Castrop-Rauxel.

## Rezeption
- 1975: Als philosophisch-phantastisch kategorisiert Schröder[7] die Novelle, in der es Dostojewski um die Erneuerung des Menschen im Goetheschen Sinne gehe – heraus aus dem „verfluchten dumpfen Mauerloch“ zur „lebendigen Natur“[8].
- 1993: Zum titelgebenden Lächerlichen bei Dostojewski bemüht auch Harreß im Abschnitt „Die Lächerlichkeit des Weltzustandes“ in ihrer Dissertation die Philosophen: Dostojewski steigere seinen komischen Erzählton bis ins Lächerliche. Dabei beinhalte Komik nach Hegel lediglich „unendliche Wohlgemutheit und Zuversicht“. Jedoch kämen nach Aristoteles beim Lächerlichen unschön Falsches, das „keinen Schmerz und kein Verderben verursacht“, hinzu.[9]

## Deutschsprachige Ausgaben
- Der Traum eines lächerlichen Menschen. 4 Lithographien von Franz Wimmer. Übersetzt von Julius Rendelstein. Nachwort von Leo Langhammer. Wiener Graphische Werkstätten, Wien 1922 (1. Aufl.). 33 Seiten
- Der Traum eines lächerlichen Menschen. Phantastische Geschichte. Neu übertragen von Werner Bergengruen. Holunderpresse Horgen-Zürich, 1947. 62 Seiten
- Der Spieler. Späte Romane und Novellen. Übertragen von E. K. Rahsin (enthält noch: Der ewige Gatte. Aufzeichnungen aus dem Untergrund. Das Krokodil. Bobok. Die Sanfte. Traum eines lächerlichen Menschen). Piper Verlag, München 1965. 781 Seiten

### Verwendete Ausgabe
- Der Traum eines lächerlichen Menschen. Phantastische Erzählung. Deutsch von Hermann Röhl. S. 313–335 in: Fjodor Dostojewski: Der Traum eines lächerlichen Menschen. Kleine Prosa. Nachwort: Ralf Schröder. (Enthält noch: Eine dumme Geschichte. Aufzeichnungen aus dem Untergrund. Das Krokodil. Bobok. Der Junge beim Herrn Jesus zur Weihnacht. Die Hundertjährige. Die Sanfte). 349 Seiten, RUB Bd. 600 (2. Aufl.), Reclam, Leipzig 1985